# 14962 Masanoriabe
14962 Masanoriabe eller 1996 TL15 är en asteroid i huvudbältet som upptäcktes den 9 oktober 1996 av den japanske amatörastronomen Tomimaru Okuni vid Nanyō-observatoriet. Den är uppkallad efter Masanori Abe.
Asteroiden har en diameter på ungefär 26 kilometer.